# Debra Winger
Debra Lynn Winger, född 16 maj 1955 i Cleveland Heights utanför Cleveland i Ohio, är en amerikansk skådespelare.
Winger är sedan 1996 gift med skådespelaren, manusförfattaren och filmregissören Arliss Howard.

## Filmografi i urval
- 1976 – När flickorna förlorar mödom
- 1976–1977 – Wonder Woman (TV-serie) (tre avsnitt)
- 1978 – Thank God It's Friday
- 1979 – French Postcards
- 1980 – Urban Cowboy
- 1982 – Cannery Row
- 1982 – En officer och gentleman
- 1983 – Ömhetsbevis
- 1986 – En tavla för mycket
- 1987 – Svarta änkan
- 1988 – Förrådd
- 1990 – Den skyddande himlen
- 1992 – Mirakel till salu
- 1993 – Shadowlands
- 1995 – Glöm Paris
- 2003 – Radio
- 2004 – Eulogy
- 2005 – Sometimes in April
- 2008 – Rachel Getting Married
- 2010 – In Treatment (TV-serie) (sju avsnitt)
- 2012 – Lola Versus
- 2018 – Women Make Film (TV-serie)